# فران إسكريبا
فرانسيسكو 'فران' إسكريبا سيغورا (بالإسبانية: Fran Escribá)‏ (ولد في 3 مايو 1965) هو مدرب كرة قدم إسباني، وهو حاليا مسؤول عن نادي سلتا فيغو. في 25 سبتمبر 2017، وعلى الرغم من العديد من الإصابات التي لحقت بالفريق، وبعد خسارة الـ 0-4 ضد النادي السابق خيتافي، تم طرد إسكريبا. وعاد إلى العمل في 3 مارس 2019، ليصبح مدرب سيلتا فيغو الثالث في الحملة بعد إقالة ميغيل كاردوسو.

## وصلات خارجية
- فران إسكريبا على موقع قاعدة بيانات كرة القدم.إي يو (الإنجليزية)
- فران إسكريبا على موقع عالم كرة القدم.نت (الإنجليزية)

- فران إسكريبا manager profile على BDFutbol
- الموقع الرسمي